# Вегелиус, Мартин
Ма́ртин Веге́лиус (швед. Martin Wegelius; 10 ноября 1846, Гельсингфорс — 22 марта 1906, Гельсингфорс) — финский композитор, дирижёр, музыкальный педагог и музыкально-общественный деятель.

## Биография
Мартин Вегелиус родился 10 ноября 1846 года в городе Гельсингфорсе. Музыке обучался в Вене (1870—1871) и Лейпциге (1871—1873 и 1877—1878). 
Был дирижёром Финской оперы (1878—1879). В 1882 году основал Гельсингфорсский музыкальный институт (с 1939 — Академия имени Сибелиуса), директором которого был до конца жизни. 
Вегелиусу принадлежит ряд симфонических, хоровых и других сочинений, а также многочисленные музыковедческие труды, музыкально-критичиские статьи и другое. Вегелиус воспитал ряд виднейших финских композиторов: Я. Сибелиус, Армас Ярнефельт, Э. Мелартин, Т. Куула и др.
Мартин Вегелиус умер 22 марта 1906 года и был похоронен на кладбище Хиетаниеми в Хельсинки.